# Giorgio Anglesio
Giorgio Anglesio (* 13. dubna 1922 Turín – 24. července 2007 Rocca Canavese, Itálie) byl italský sportovní šermíř, který se specializoval na šerm kordem. Itálii reprezentoval v padesátých letech. Na olympijských hrách startoval v roce 1956 v soutěži družstev a se silným italským družstvem kordistů vybojoval zlatou olympijskou medaili. V roce 1955 získal titul mistra světa v soutěži jednotlivců. S italským družstvem získal celkem pětkrát titul mistra světa.